# Fabriciana adippe
Fabriciana adippe (Denis & Schiffermüller, 1775)  è un lepidottero appartenente alla famiglia Nymphalidae, diffuso in Eurasia.

## Descrizione
L'apertura alare della Fabriciana adippe varia dai 60 ai 67 mm. Le ali sono di colore arancione e presentano macchie nere sulla parte superiore, mentre la parte inferiore presenta delle macchie bianche e degli ocelli bianchi bordati di rosso. Questi ultimi la differenziano dalla Speyeria aglaja, che invece ne è priva.

## Biologia
Le uova vengono generalmente deposte su piante alimentari e piante del genere Viola delle quali il bruco si nutre.

## Distribuzione e habitat
È comune in tutta l'Eurasia, solitamente in ambienti ricchi di felci o fiori.